# شیهومی فوکوشیما
شیهومی فوکوشیما (انگلیسی: Shihomi Fukushima؛ زادهٔ ۱۹ ژوئن ۱۹۹۵) شمشیرباز زن اهل ژاپن است.